# 174 Phaedra
174 Phaedra је астероид главног астероидног појаса са пречником од приближно 69,24 km.
Афел астероида је на удаљености од 3,273 астрономских јединица (АЈ) од Сунца, а перихел на 2,444 АЈ.
Ексцентрицитет орбите износи 0,145, инклинација (нагиб) орбите у односу на раван еклиптике 12,131 степени, а орбитални период износи 1765,827 дана (4,834 године).
Апсолутна магнитуда астероида је 8,48 а геометријски албедо 0,149.
Астероид је откривен 2. септембра 1877. године.